# São José do Povo
São José do Povo – miasto i gmina w Brazylii, w stanie Mato Grosso.